# Ralf B. Wehrspohn
Ralf Boris Wehrspohn (* 17. August 1970 in Lübeck) ist ein deutscher Physiker und Universitätsprofessor. Er war von 2019 bis März 2021 als Mitglied des Vorstands der Fraunhofer-Gesellschaft zuständig für das Ressort Technologiemarketing und Geschäftsmodelle. Von 2006 bis 2015 leitete er das Fraunhofer-Institut für Werkstoffmechanik IWM gemeinsam mit Peter Gumbsch. Ab 2016 bis 2019 war er Leiter des Fraunhofer-Instituts für Mikrostruktur von Werkstoffen und Systemen IMWS. An der Martin-Luther-Universität Halle-Wittenberg hat er einen Lehrstuhl für Mikrostrukturbasiertes Materialdesign.

## Leben
Wehrspohn studierte Physik an der Universität Oldenburg und promovierte im Alter von 26 Jahren an der École Polytechnique in Frankreich. Mit 32 Jahren wurde er Professor an der Universität Paderborn. Dazwischen war er in der Industrie bei Philips Research in London tätig und habilitierte sich nach einer Tätigkeit als Gruppenleiter am Max-Planck-Institut für Mikrostrukturphysik an der Martin-Luther-Universität Halle-Wittenberg im Fach Physik. 2006 wurde er gemeinsam durch die Martin-Luther-Universität und die Fraunhofer-Gesellschaft nach Halle berufen. Seit September 2021 ist er gemeinsam mit Ulrich Blum Geschäftsführer des von mehreren Unternehmen neu gegründeten Deutschen Lithiuminstituts (ITEL).
Wehrspohn ist Mitglied der Kommission für Wachstum, Strukturwandel und Beschäftigung (Kohlekommission), des Präsidiums des Deutschen Institutes für Normung, der Ludwig-Erhard-Stiftung, des Vereins HYPOS e. V., des Vereins Science2public e. V., der Deutschen Physikalischen Gesellschaft, der Electrochemical Society, der Optical Society of America und der Deutschen Gesellschaft für Materialkunde. Er ist Kuratoriumsmitglied der Bundesanstalt für Materialprüfung, der Heinz-Bethge-Stiftung, des Max-Planck-Institutes für Mikrostrukturphysik, der SYN-Stiftung und des IRESEN. Er ist ehrenamtlicher Vorstand in den Vereinen Forum Rathenau e. V. und Bioeconomy e. V.
Seine Arbeitsschwerpunkte sind nanostrukturierte Materialien und Bauelemente, wie sie beispielsweise in der Mikroelektronik, Sensorik, Photonik oder in der Photovoltaik zum Einsatz kommen.

## Auszeichnungen
- 2002 Wissenschaftsverbundpreis von Dow Chemical Deutschland
- 2003 Heinz-Maier-Leibnitz Preis der DFG
- 2003 TR100 Innovationspreis des Massachusetts Institute of Technology
- 2004 101 wichtigsten Köpfe Deutschlands von Financial Times Deutschland

## Publikationen (Auswahl)

### Herausgegebene Bücher
- „Engineered Porosity for Photonics and Plasmonics“, edited by R.B. Wehrspohn, F. Garcia-Vidal, M. Notomi, A. Scherer (Material Research Society Proceedings 797, 2004), ISBN 1-55899-735-0.
- „Ordered porous nanostructures and applications“, edited by R.B. Wehrspohn (Springer, 2005), ISBN 0-387-23541-8.
- „Photonic Nanostructures – Photonic Crystals, Plasmonics and Metamaterials“, edited by R.B. Wehrspohn, H. Kitzerow, K. Busch (Wiley-VCH, 2008), ISBN 3-527-40858-4.
- "Photon Management in Solar Cells", edited by R.B. Wehrspohn, U. Rau, A. Gombert (Wiley-VCH, 2015), ISBN 978-3-527-41175-7.

### Begutachtete Veröffentlichungen
- P. W. Nolte, D. Pergande, S. L. Schweizer, M. Geuss, R. Salzer, B. Makowski M. Steinhart, R. B.Wehrspohn and C. Weder. “Infiltration of individual pores in macroporous silicon photonic crystals.” Proc. of SPIE 7393 (2009) 73930S.
- J. Hildenbrand, C. Peter, F. Lamprecht, A. Kürzinger, F. Naumann, M. Ebert, R. Wehrspohn, J. Wöllenstein. “Fast transient temperature operating micromachined emitter for mid-infrared for optical gas sensing systems.” Proc. SPIE 7362 (2009) 73620S.
- Johannes Üpping, Andreas Bielawny, Ralf B Wehrspohn, Thomas Beckers, Reinhard Carius, Uwe Rau, Stefan Fahr, Carsten Rockstuhl, Falk Lederer, Matthias Kroll, Thomas Pertsch, Lorenz Steidl, Rudolf Zentel. "Three‐dimensional photonic crystal intermediate reflectors for enhanced light‐trapping in tandem solar cells." Advanced Materials 23 (2011) 3896.
- Martin Otto, Michael Algasinger, Howard Branz, Benjamin Gesemann, Thomas Gimpel, Kevin Füchsel, Thomas Käsebier, Stefan Kontermann, Svetoslav Koynov, Xiaopeng Li, Volker Naumann, Jihun Oh, Alexander N Sprafke, Johannes Ziegler, Matthias Zilk, Ralf B Wehrspohn. "Black Silicon Photovoltaics", Advanced Optical Materials 3 (2015) 147.
- Peter M Piechulla, Lutz Muehlenbein, Ralf B Wehrspohn, Stefan Nanz, Aimi Abass, Carsten Rockstuhl, Alexander Sprafke. "Fabrication of Nearly‐Hyperuniform Substrates by Tailored Disorder for Photonic Applications." Advanced Optical Materials 6 (2018) 1701272.
- Xiaojian Liao, Martin Dulle, Juliana Martins de Souza e Silva, Ralf B Wehrspohn, Seema Agarwal, Stephan Förster, Haoqing Hou, Paul Smith, Andreas Greiner. "High strength in combination with high toughness in robust and sustainable polymeric materials." Science 366 (2019) 1376.
- Xiaopeng Li, Ralf B Wehrspohn. "Nanometallurgical Silicon for Energy Application." Joule 3 (2019) 1172.

Quelle scholar.google.de: